# Spalax uralensis
Spalax uralensis és una espècie de mamífer rosegador de la família dels espalàcids. És endèmica del nord-oest Kazakhstan. Es tracta d'un animal subterrani que s'alimenta principalment de la planta Elymus giganteus. El seu hàbitat natural són les estepes de sòl sorrenc i humit. Construeix sistemes de túnels de fins a 540 m de llargada en total. Està amenaçada pel sobrepasturatge, les temperatures extremament baixes a l'hivern i les sequeres.